# Budki Kotłowskie
Budki Kotłowskie es un pueblo de Polonia, en Mazovia. Se encuentra en el distrito (Gmina) de Żelechów, perteneciente al condado (Powiat) de Garwolin. Se encuentra aproximadamente a 2 km al este de Żelechów, 24 km al sureste de Garwolin, y a 79 km al sureste de Varsovia. 
Entre 1975 y 1998 perteneció al voivodato de Siedlce.